# 多治見ながせ商店街
多治見ながせ商店街（たじみながせしょうてんがい）は、岐阜県多治見市本町にある商店街。組織は多治見ながせ商店街振興組合。

## 特色
2016年（平成28年）時点の店舗数は62店舗であり、内訳は買回り品小売店9店舗、飲食店9店舗、サービス店20店舗、その他24店舗である。2001年（平成13年）に第三セクターとして設立された多治見まちづくり株式会社が空き店舗に対する出店サポートを行っている。
土岐川の北岸に約400メートルにわたって店舗が並んでいる。JR中央本線・太多線 多治見駅と観光スポットでもある本町オリベストリートを結ぶ導線上にある。多治見駅に近い駅近隣型商店街であり、商店街の3キロメートル圏内に約10店の大型店が立地している。類型は地域型商店街とされ、主な客層は主婦、高齢者、観光客である。近年は岐阜県外からの訪問者が増えているという。

## 歴史

### 開通
近世のこの地域には中山道の脇往還である下街道が通っていた。1872年（明治5年）に宿駅制度が廃止されると下街道は公道となり、往来が活発となって重要性を増した。中津川方面から来た下街道が多治見橋を渡って土岐川北岸（右岸）に来ると、土岐川の堤防を通って宿場町の池田町屋村に至っていた。
しかし、土岐川は頻繁に洪水を起こして堤防が流されたため、1886年（明治19年）7月には長瀬村・中ノ郷村・池田町屋村の連名で岐阜県に対して下街道の付け替えを申請した。農閑期の1887年（明治20年）1月に工事に着工し、同年5月に付け替えが完成した。当時としては画期的な直線状の長瀬本町通りができ、下街道は堤防を通っていた時代から175間3尺短縮された。

### 戦前の繁栄

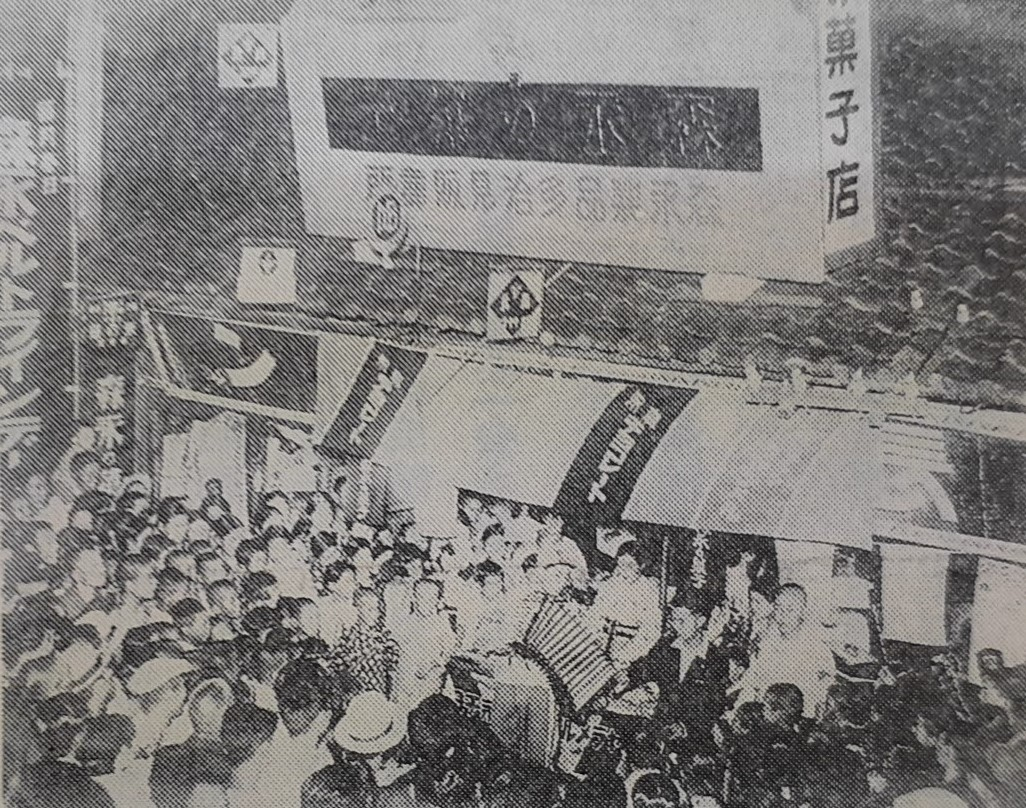
1930年頃の長瀬本町通り

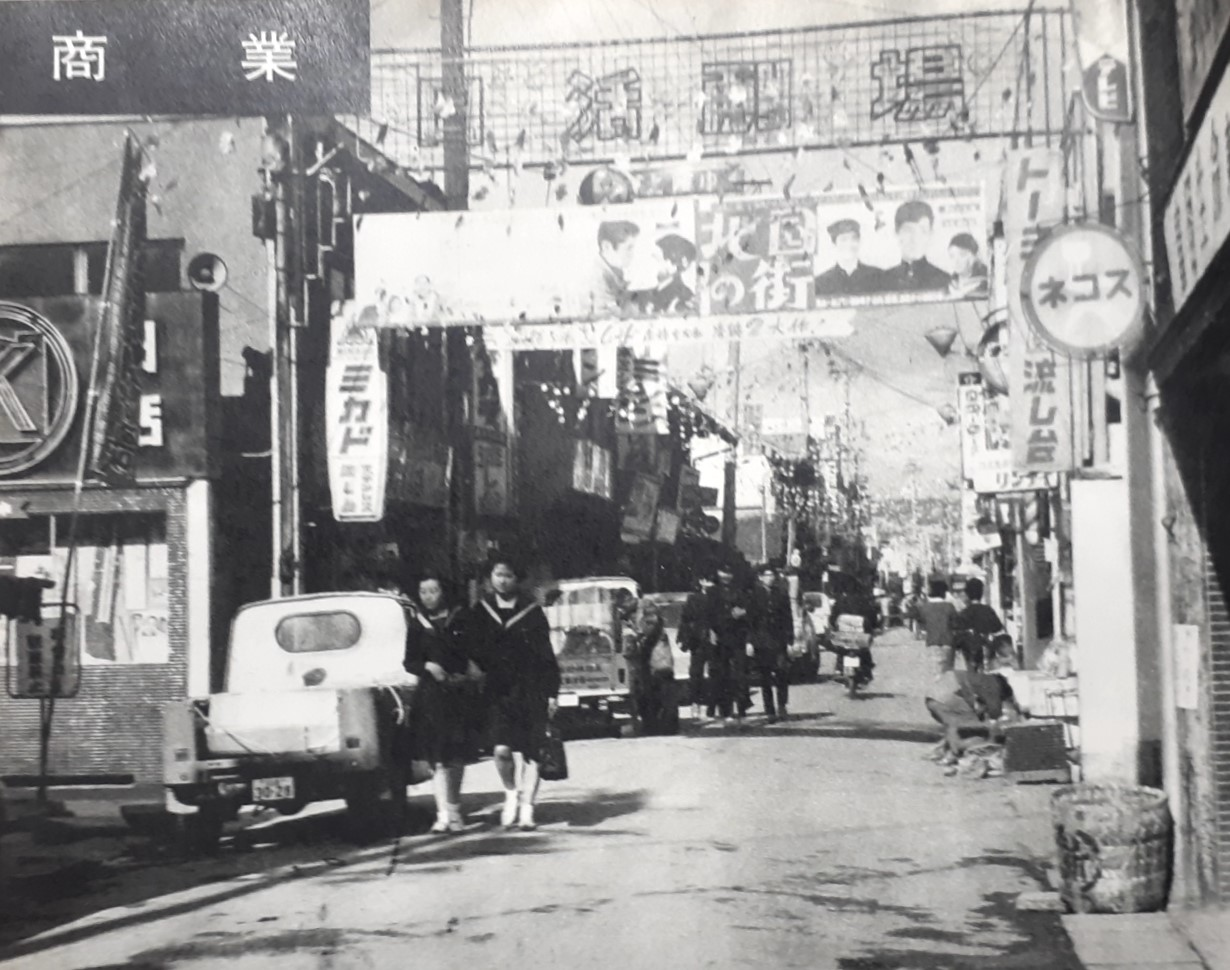
1960年の長瀬本町通り

1900年（明治33年）に官設鉄道（現・JR中央本線）の多治見駅が開業すると、多治見駅には近隣の村から貨物や乗客が集まるようになった。多治見駅に近い長瀬本町通りは荷馬車・荷車・人力車などの往来が増え、食品店・雑貨店・酒屋など様々な店舗が開店して繁栄した。長瀬本町通りは通行に危険が伴うほどにぎわいを見せるようになったことから、多治見駅からまっすぐ南に向かう新道の建設も計画された。
明治末期から大正時代の長瀬本町通り周辺は活況を呈した。1902年（明治35年）2月には長瀬本町通りに劇場の豊国座が開館し（1911年（明治44年）に土岐津に移転）、1915年（大正4年）には多治見駅前に同じく劇場の長郷座が開館した。1899年（明治32年）時点の豊岡村の人口は2000人弱だったが、1913年（大正2年）には2倍以上の4000人強となっている。
1922年（大正11年）1月20日には可児郡豊岡町と土岐郡多治見町を描いた「多治見豊岡両町略地図（附商工業案内）」が刊行された。当時の豊岡町と多治見町を結ぶ橋は多治見橋のみであり、まだ昭和橋は架橋前だった。1929年（昭和4年）には吉田初三郎によって鳥観図『陶都・多治見を中心とせる名所交通鳥瞰図』が製作され、長瀬本町通り周辺には美濃合同銀行、豊岡信用組合、豊岡劇場などが描かれている。
1934年（昭和9年）8月1日には豊岡町が多治見町に編入され、1940年（昭和15年）8月1日には多治見町が市制施行して多治見市が発足している。1939年（昭和14年）頃、長瀬本町通りと新町の銀座通りには多治見で初めてアスファルト舗装がなされた。ゾウが商店街を歩いたり、2階建てバスが通行したこともある。

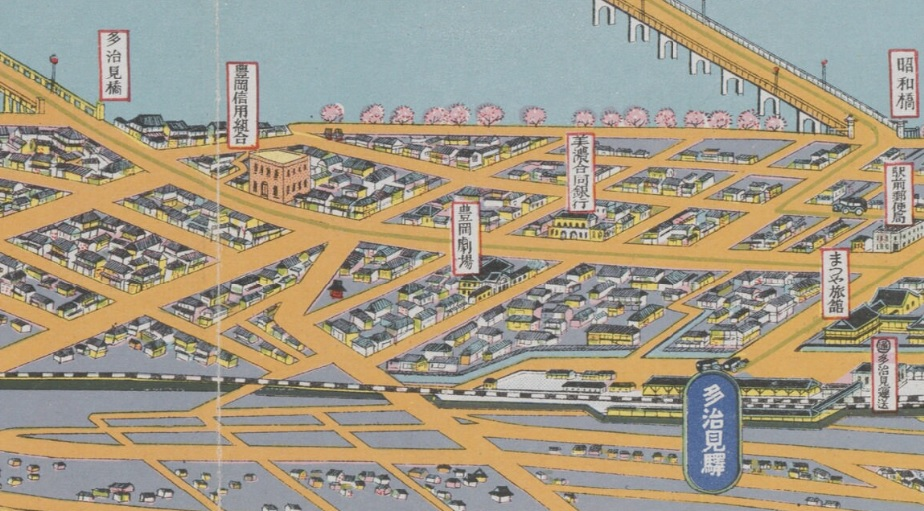
1929年のながせ商店街（中央を東西に延びる通り）
吉田初三郎『陶都・多治見を中心とせる名所交通鳥瞰図』1929年

### 大型店との競合
太平洋戦争後しばらくは食糧を中心とする物資不足の混乱状態が続いたが、1946年（昭和21年）末の長瀬本町通りには13店舗の多治見市営マーケットが開設された。多治見商工会議所が中心となって物価引き下げ運動が行われたこともあり、1951年（昭和26年）頃には物資が出回るようになって経済が正常化した。
1966年（昭和41年）には長瀬商店街に延床面積1828平方メートルのアオヤマが開店したが、アオヤマは多治見市における初の大型店舗とされる。1970年（昭和45年）には長瀬商店街に5209平方メートルのながせショッピが、1971年（昭和46年）には多治見駅前に7499平方メートルの名鉄ショッピが、1976年（昭和51年）には8156平方メートルのユニー多治見ショッピングセンターが開店した。各商店街は大型店に対抗するために発展会（商店会）を結成するようになり、長瀬商店街でもこの頃に発展会が結成された。

### 近年の動向
1997年（平成9年）11月17日、多治見ながせ商店街振興組合はジャンボタクシーを用いた商店街利用者向けの送迎サービス「お買い物バス」を開始した。11月20日にはダイエー多治見店が開店するため、競合を見越して誘客のために導入したのである。年間7000～8000人、延べ2万6000人以上が利用したが、売上増加につながらなかったことから2001年（平成13年）3月末にサービスを終了した。
1998年（平成10年）9月28日、多治見ながせ商店街のシンボルとなる「おりべ夫婦かっぱ」像が完成した。多治見ながせ商店街振興組合が公募し、土岐市の佐々木治一と佐々木桂子が製作した。同年10月23日におりべかっぱ広場で行われた除幕式には梶原拓知事らも出席した。
2000年（平成12年）10月28日、総工費5億3000万円で多治見市の駅前地区街路整備が完成し、駅前通りやながせ通りなど848メートルの電線類地中化、歩道のバリアフリー化などが行われた。この際には緑色と茶色を基調とする街路灯やアーチも新装された。
2004年（平成16年）4月には商店街の隣接地にあったアピタ多治見店が閉店したことから、2008年（平成20年）には多治見ながせ商店街が跡地をユニーから低料金で借り受け、商店街利用者向けの有料駐車場とした。
中心市街地活性化総合支援事業の一環で、2006年（平成18年）8月には総事業費533万5000円をかけて無線LANと防犯カメラ11台が整備された。2009年（平成21年）4月21日、多治見ながせ商店街振興組合は駐車場の設置、防犯カメラや無線LANの運用などが評価され、全国信用金庫協会の「しんきん商店街ルネッサンス・コンテスト」わかば部門で優秀賞を受賞した。2010年（平成22年）3月20日、電気代の節約やエコ商店街のアピールを目的として、30基の街路灯を水銀灯からLED照明に切り替えた。LED照明を街灯に導入した商店街は全国的に見て珍しいとされる。
2013年（平成25年）3月16日、多治見ながせ商店街のかっぱ広場で「多治見まちなかマルシェ」が初開催された。多治見まちづくり株式会社が試験的に開催し、クラフト作家や飲食店などのブースが並んだ。その後も「多治見まちなかマルシェ」は奇数月の第2土曜に開催され、2014年（平成26年）3月8日には1周年の節目の開催となった。
2016年（平成28年）5月、多治見ながせ商店街は多治見まちづくり会社と連携した空き店舗対策、美濃焼作家とコラボしたイベントなどが評価され、経済産業省中小企業庁による「はばたく商店街30選」に岐阜県で唯一選定された。同年時点では62店舗が並んでおり、空き店舗や更地も目立つものの、近年には新たにカフェやパン屋などが出店している。2017年（平成29年）8月には旧八百佐商店で商店街の歴史を振り返る写真展が開催された。
2012年（平成24年）には多治見市を舞台とするフリーペーパー漫画「やくならマグカップも」の第1巻が刊行された。多治見ながせ商店街、虎渓用水広場、虎渓山永保寺などが登場する。2021年（令和3年）にはCBCテレビ（中部日本放送）ほかで「やくならマグカップも」のアニメ版が放送され、多治見ながせ商店街や本町オリベストリートなどが映像にも登場した。放送前にはながせ商店街に「やくならマグカップも」の看板や旗が設置された。

## 店舗

### ヒラクビル
2001年（平成13年）12月、多治見市などが出資する第三セクターとして多治見まちづくり株式会社が設立された。
2019年（平成31年）3月には多治見まちづくり株式会社によってヒラクビルが開業。ながせ商店街にある3階建てのワタナベビルを改装し、書店やカフェなどが入居するビルとなった。このビルは1975年（昭和50年）に完成し、2013年（平成25年）まで「時計・宝石・眼鏡のワタナベ」が営業していたが、2016年（平成28年）から約3500万円をかけてリノベーションなどを行っていた。1階と2階には東文堂本店が経営するひらく本屋が入り、1階にはまちづくり会社が直営するカフェ、2階にはシェアオフィス4部屋、キッチン付きレンタルルームが入る。ヒラクビルの開業によって中心市街地活性化事業が完了し、古川雅典市長、県議会議員、市議会議員などが式典に出席した。
2021年（令和3年）、多治見まちづくり株式会社は国土交通省による「第10回まちづくり法人国土交通大臣表彰」の審査委員長賞を受賞した。多治見まちづくり株式会社は飲食店のカフェ温土、複合商業施設のヒラクビルなどの不動産活用、虎渓用水広場や多治見市駅北立体駐車場（指定管理者）の運営、レンタサイクル事業、イベント運営などを手掛けている。

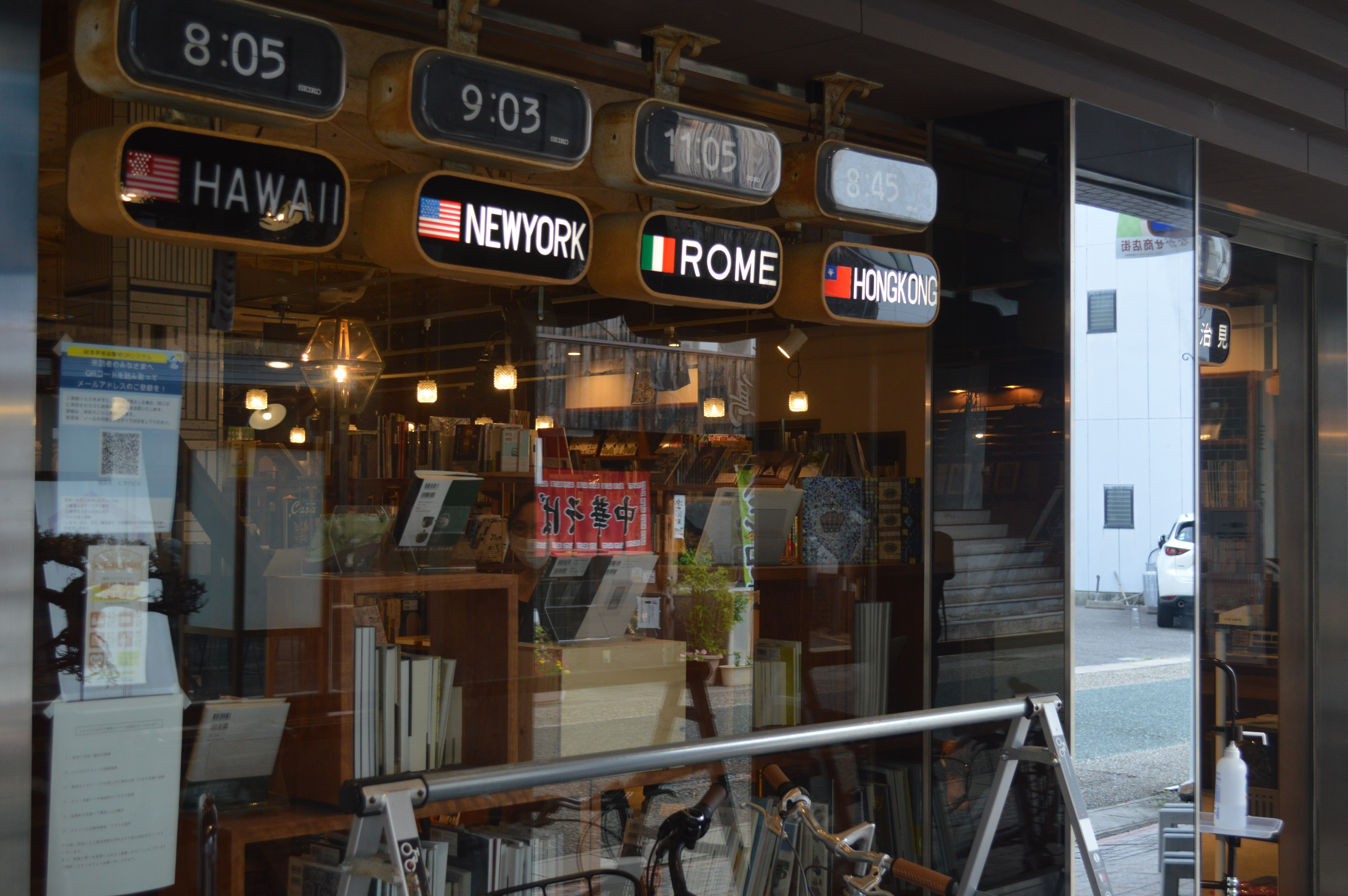
ヒラクビルの入口
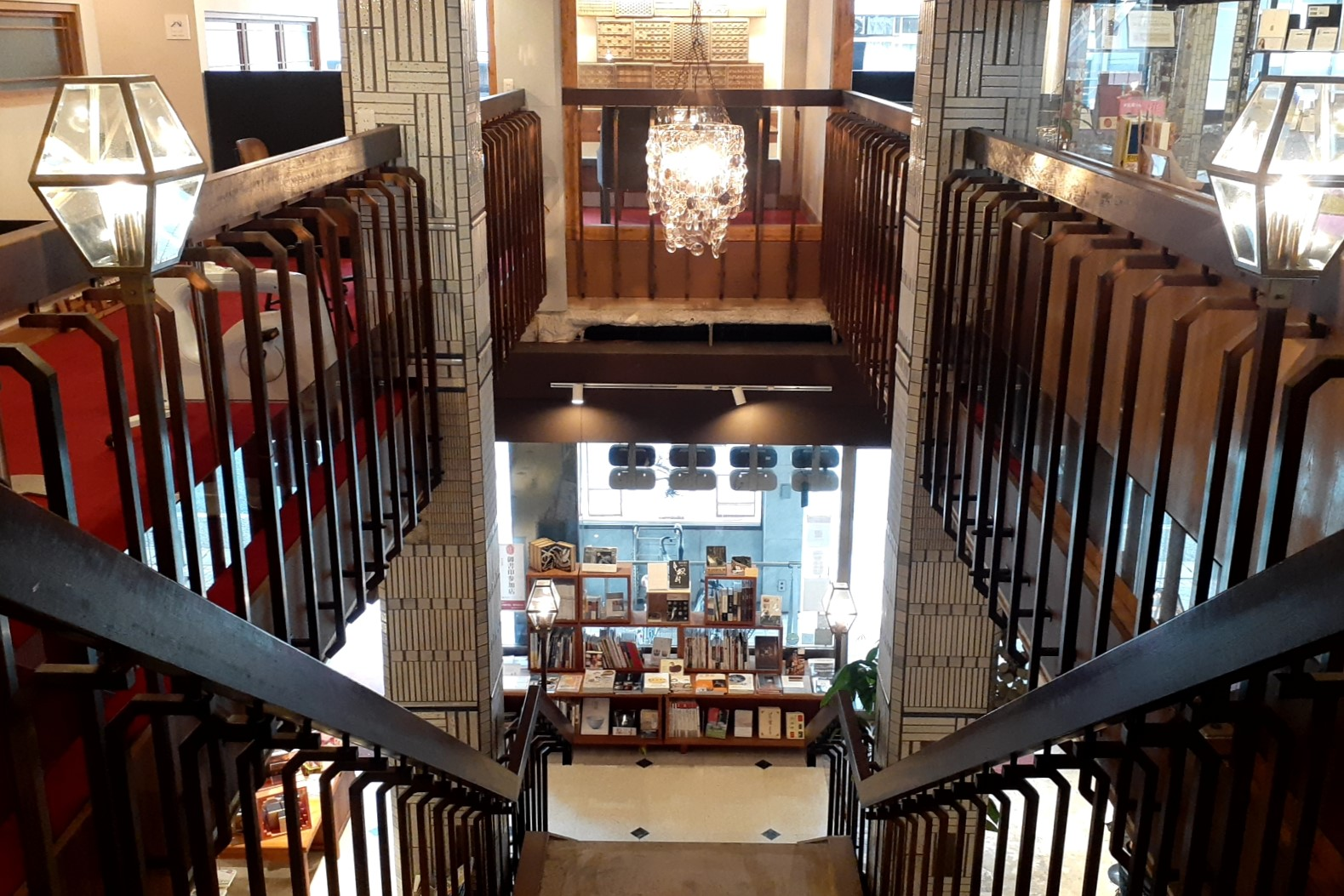
ヒラクビルの内部
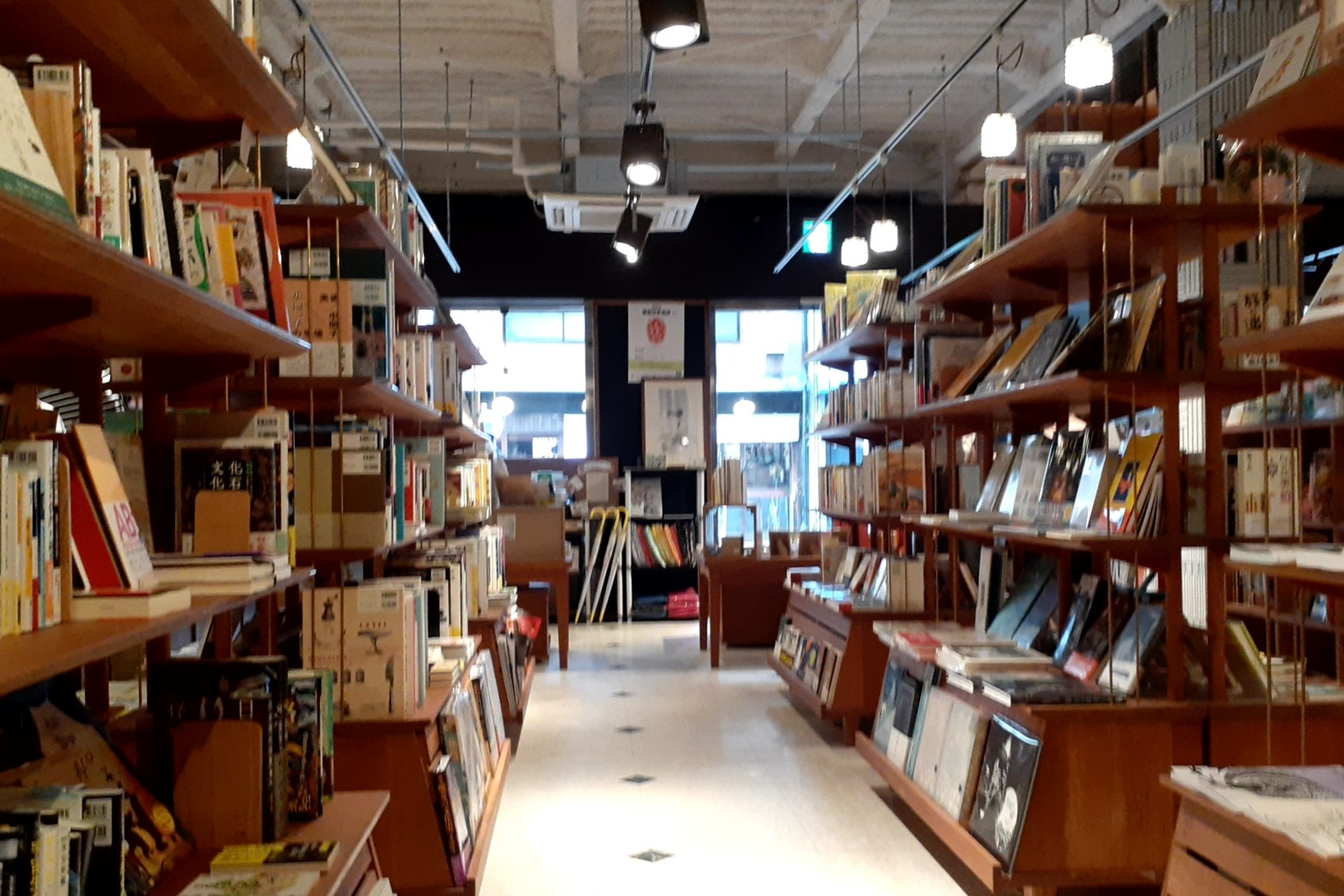
ひらく本屋 東文堂本店

### 多治見日活劇場（閉館）

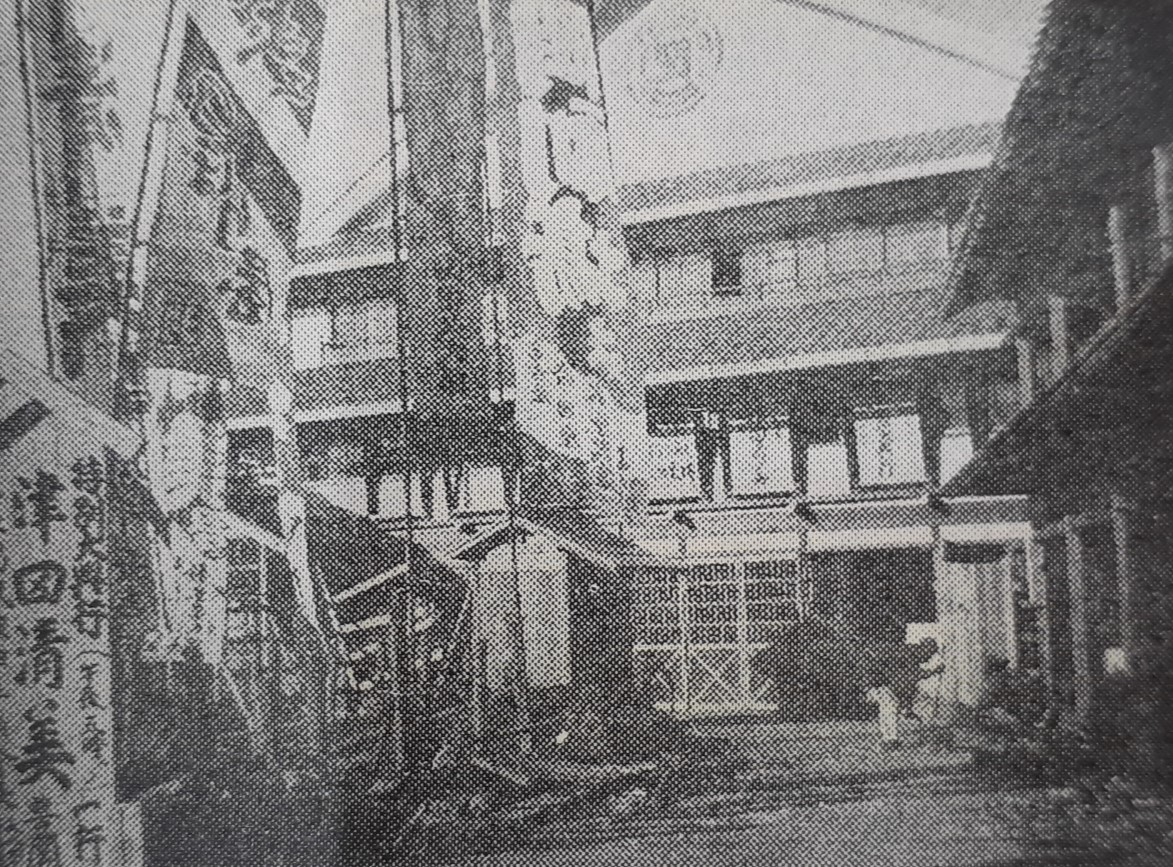
豊岡劇場

1923年（大正12年）10月14日には劇場の豊岡劇場が開館し、「義経千本桜」や「美保屋錣引」などが演じられたこけら落とし公演は大入りとなった。豊岡劇場は歌舞伎の興行を中心とし、その他には演劇・浪曲・活動写真・手品奇術・軽業・操り人形・猿回しなども行った。戦後の1947年（昭和22年）には豊岡劇場が多治見文化劇場に改称し、邦画も洋画も上映する映画館となった。
1963年（昭和38年）には多治見文化劇場が日活の直営館となり、多治見日活劇場に改称した。日活との契約が切れたことで1970年（昭和45年）2月に閉館し、同年4月末までに取り壊された。多治見日活劇場の跡地はスーパーマーケットのながせショッピングセンター（後にギャラリエアピタ多治見店）となったが、2007年（平成19年）10月に取り壊されて駐車場となっている。

### 店舗一覧
※ 時期不明
趣味・健康
- 野田忠商店（宝くじ）
- ジョイハートツルヤ（玩具）
- 音屋（楽器）
- 柳生時計店（時計）
- マルマンスポーツ	スポーツ用品
- みのわ手芸店（手芸品）
- ワタナベ（時計・宝石・メガネ）
- ミューズ イワマ（音楽教室）
- 愛手ケアセンター（介護サービス）
- サトウ（時計・宝石・メガネ）
- イノーカメラ（カメラ・DPE）
- 山田針灸院（鍼灸）
- ジュネスマスハル（服地）
- パラダイス（パチンコ）
- ビデオディスクJ＆J（レンタルビデオ）
- ウカイスポーツ（スポーツ用品）
- 伊藤薬局（医薬品）
- 田原（宝石・時計・メガネ）
- 国用館（種苗）
- アニュー（自然食品）
- アトリエ・ワンカ（彫金）
- みうらや（ペット販売）

インテリア・陶器
- ヤマニ陶器商会（陶器）
- 太陽印堂（印章）
- 丸源（陶器）
- 井筒（陶器）
- 骨髄バンク（雑貨・小物）
- An lac 408（雑貨・小物）
- ソーイング・タマ（カバン仕立）
- 万葉（古物）

ファッション
- Comiu（靴・婦人服）
- G-SPOT（カジュアル）
- 十字屋（カバン）
- プチマスハル（婦人服）
- ブティックポリー（ブティック）
- あやめ本店（呉服）
- デルコワン（婦人服）
- 寿賀新（婦人服）
- カネキン本店（化粧品）
- 昭和洋品店（男子用品）
- メンズショップイトウ（男子衣料）
- いとまる（子供服）
- ツチモト（学生衣料）
- ブティック モア（婦人服）
- マルワ化粧品店（化粧品・雑貨）
- 森田屋（靴）
- 池のや（バック・履物）

飲食
- 竹の子（うどん）
- 鳥竹（中華そば）
- 稲川屋（食肉）
- 羽崎屋（寿司・うどん）
- 有馬（たこ焼き・お好み焼き）
- メープル（喫茶）
- 来里夢（喫茶・インテリア）
- 松美や（飲食）
- さが野（お好み焼き）
- 玉木酒店（酒類）
- 木馬（喫茶）
- 三河屋（飲食）
- 魚関（料理）

美容
- 中村理容（理容）
- ローズ（理容）
- 理美容スギシマ（理容）
- シャルマン（理容）

その他
- 丸善印刷（印刷）
- 佐藤厨房（水道工事）
- ホワイト急便（クリーニング取次）
- 安藤文具店（文房具）
- カネマン金物店（金物）
- ヤマワ（日用雑貨）
- 東濃信用金庫本町支店（金融）
- 山周商店（砂糖・小麦）
- 山宗商店（金物・建材）

## 行事
- 朝市 - 週2回開催[1]。
- 夏祭り[1]
- クリスマス[1]
- クラフトフェア - たじみ陶器祭りに合わせて開催[1]。
- 「商展街」 - 毎年10月に開催[1]。地元若手作家の陶芸作品を展示・販売[1][4]。